# David King (kunstschaatser)

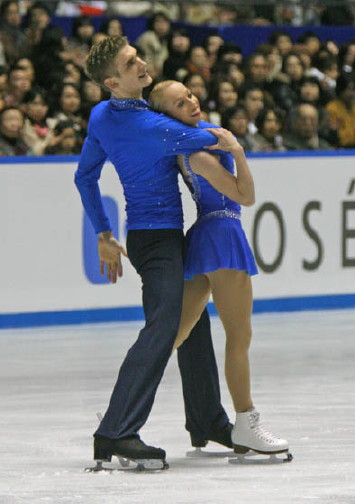
Stacey Kemp / David King

David King (Carlisle, Cumbria, 8 mei 1984) is een Britse (Engels) kunstschaatser.
King is actief in het paarrijden en zijn vaste schaatspartner sinds 2005 is Stacey Kemp. Hun huidige trainers zijn Lyndon Johnston, Jim Peterson en Alison Smith. Voorheen werden ze getraind door de Amerikaan Jeremy Barrett, het Poolse echtpaar Mariusz Siudek en Dorota Siudek-Zagórska, Dawn Spendlove en Steven Pickervance.

## Persoonlijke records
| records             | punten | datum      | toernooi         |
| ------------------- | ------ | ---------- | ---------------- |
| Hoogste totaalscore | 146.30 | 27-09-2013 | Nebelhorn Trophy |
| Hoogste korte kür   | 051.33 | 26-09-2013 | Nebelhorn Trophy |
| Hoogste vrije kür   | 094.97 | 27-09-2013 | Nebelhorn Trophy |

## Belangrijke resultaten
| Kampioenschap           | 04/05 | 05/06 | 06/07 | 07/08 | 08/09 | 09/10 | 10/11 | 11/12 | 12/13 | 13/14              |
| ----------------------- | ----- | ----- | ----- | ----- | ----- | ----- | ----- | ----- | ----- | ------------------ |
| Olympische Spelen       |       |       |       |       |       | 16e   |       |       |       | 19e paren 10e team |
| Wereldkampioenschap     |       | 17e   | 17e   | 15e   | 13e   | 16e   | 17e   | 19e   | 15e   |                    |
| Europees kampioenschap  |       | 11e   | 11e   | 06e   | 11e   | 11e   | 08e   | 09e   | 10e   | 13e                |
| Nationaal Kampioenschap |       | Goud  | Goud  | Goud  | Goud  | Goud  | Goud  | Goud  | Goud  | Zilver             |
| WK junioren             | 11e   |       |       |       |       |       |       |       |       |                    |
| NK Junioren             | Goud  |       |       |       |       |       |       |       |       |                    |